# Rotes Haus (Kempten)

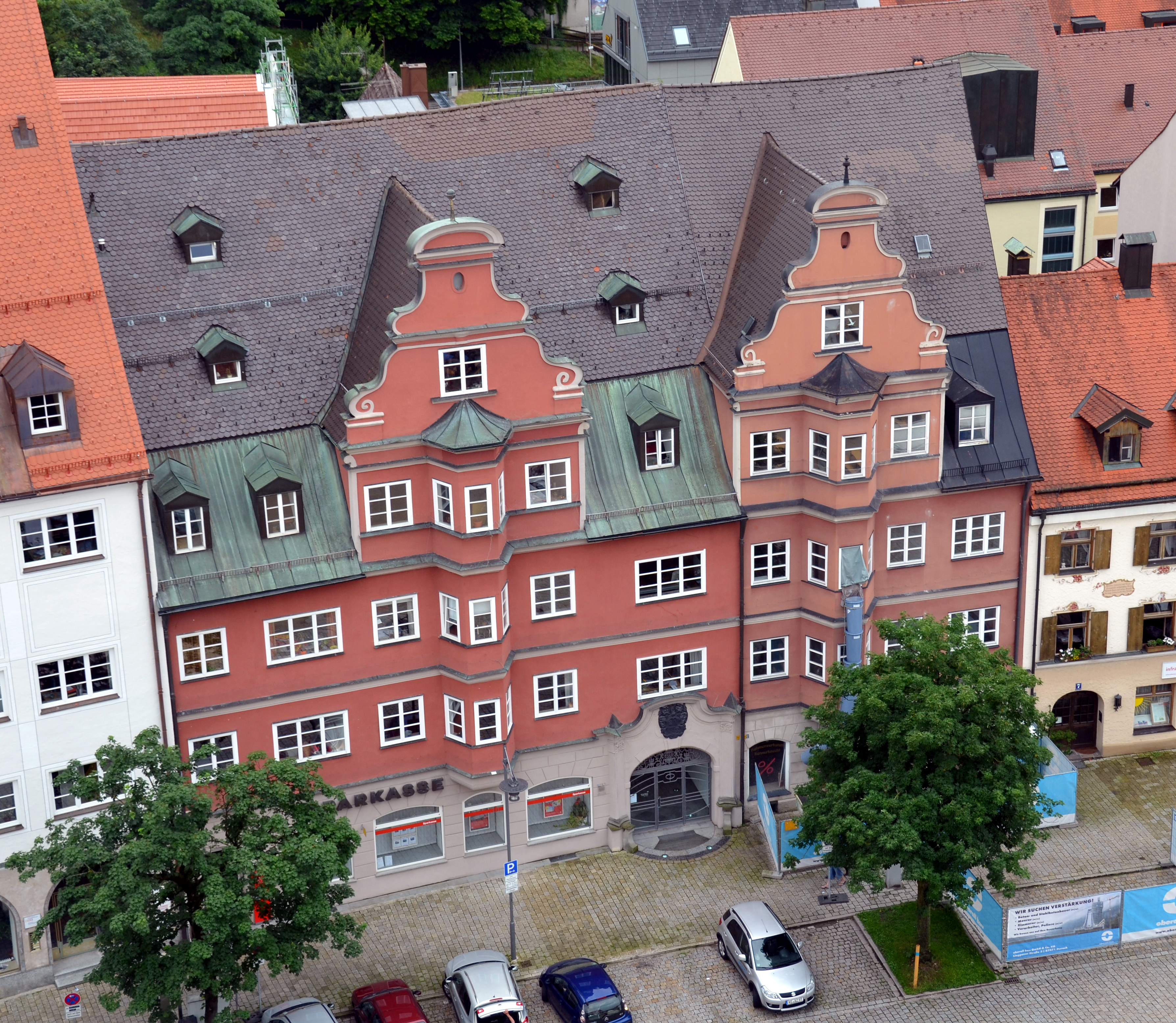
Das Rote Haus in Kempten

Das Rote Haus ist ein denkmalgeschütztes Bauwerk mit der Anschrift St.-Mang-Platz 3 mit einem Kern, der noch teilweise aus dem Spätmittelalter stammt. Es handelt sich dabei um zwei nebeneinander stehende Häuser gegenüber der evangelischen St.-Mang-Kirche, die um 1720/30 eine einheitlich gestaltete Fassade mit zwei Zwerchhäusern und zwei Erkern erhalten haben.
Das Rote Haus hat einen Volutengiebel mit einem Mittelportal, welches das Wappen der Patrizierfamilie Jenisch zeigt. Ebenso zur Familie gehörte das Ponikauhaus.